# Polydesmus stuxbergi
Polydesmus stuxbergi är en mångfotingart som beskrevs av Carl Graf Attems 1907. Polydesmus stuxbergi ingår i släktet Polydesmus och familjen plattdubbelfotingar. Inga underarter finns listade i Catalogue of Life.